# Rebecca Kiessling
Rebecca Kiessling (Míchigan, 22 de julho de 1969) é uma activista e advogada anti-aborto norte-americana. Sua defesa centra-se em acabar com o aborto, especialmente no caso da violação. 